# Balmazújváros
Balmazújváros es una ciudad, capital del distrito homónimo en el megye (condado administrativo) de Hajdú-Bihar (Hungría). Su término municipal tiene 205,45 km² y en 2009 contaba con 17.575 habitantes.
Se ubica unos 15 km al noroeste de Debrecen.

## Hijos ilustres
Aquí nació el escritor Menyhért Lengyel.

## Ciudades hermanadas con Balmazújváros
Balmazújváros  está hermanada con:
- Łańcut (Polonia).

## Deportes
- Balmazújvárosi FC